# Arctostaphylos andersonii
Arctostaphylos andersonii är en ljungväxtart som beskrevs av Asa Gray. Arctostaphylos andersonii ingår i släktet mjölonsläktet, och familjen ljungväxter. Inga underarter finns listade i Catalogue of Life.